# Димча
Ди́мча (болг. Димча) — село у Великотирновській області Болгарії. Входить до складу общини Павликени.

## Населення
За даними перепису населення 2011 року у селі проживали 350 осіб.
Національний склад населення села:
| Національність   | Кількість осіб | Відсоток |
| ---------------- | -------------- | -------- |
| болгари          | 278            | 80,1%    |
| турки            | 68             | 19,6%    |
| цигани           | 0              | 0%       |
| Всього відповіли | 347            |          |

Розподіл населення за віком у 2011 році:
Динаміка населення: